# مارک ون در زیجدن
مارک ون در زیجدن (انگلیسی: Mark van der Zijden؛ زادهٔ ۲۲ october ۱۹۷۳ (۵۱ سال)) ورزشکار ورزش شنا اهل پادشاهی هلند است.
وی در مسابقات کشوری و بین‌المللی در مجموع برندهٔ ۲ مدال نقره، ۲ مدال برنز شده‌است.